# Fosterländska förbundet (elevförening)
Inte att blanda ihop med Fosterländska förbundet, politisk rörelse bildad 1893.
Fosterländska Förbundet Anno 1859 är en elevförening vid De Geergymnasiet, tidigare högre allmänna läroverket, i Norrköping. Föreningen, med anor från 1859, har som uppgift att värna om det litterära och kulturella intresset bland eleverna på skolan. Varje termin ger förbundet ut en ny upplaga av sin tidskrift Saga. Denna består av lyrik och andra typer av verk författade av medlemmarna.
Föreningen leds idag av två så kallade koryféer, tidigare kallades dock de ledande positionerna för Allfader och Allmoder. Elever kan bli medlemmar efter att ha blivit inbjudna till en prövning. Prövningen är av litterär art men dess exakta detaljer hålls hemlig av föreningen. Föreningen bedriver sin verksamhet från ett särskilt bibliotek bakom aulan i skolan. Tidigare medlemmar är bland annat Albert Engström, Pekka Langer, Ture Nerman, Hans Furuhagen, Torsten Fogelqvist, Lilian Emgard, Johan Hermelin, Astrid Flemberg, Dag Kyndel, Ludwig Göransson och nobelpristagaren i fysik Hannes Alfvén.